# Hide from the Sun
Hide from the sun е шестият студиен албум на финландската рок група The Rasmus, който излиза през 2005. След хитовия Dead Letters финландците доказват, че не са просто банда с един хит.
Официално албумът излиза на 12 септември 2005, а година по-късно на 10 октомври и версията му за щатите САЩ, в който са включени ремикси и официалното видео на сингъла Immortal.

## Песни
Всички песни са написани от The Rasmus и са композирани от Лаури Ильонен.

### Оригинална версия
Издадена на 12 септември 2005, от Playground Music
1. Shot – 4:18
2. Night after Night (Out of the Shadows) – 3:44
3. No Fear – 4:07
4. Lucifer's Angel – 4:01
5. Last Generation – 4:03
6. Dead Promises – 3:39
7. Immortal – 4:57
8. Sail Away – 3:49
9. Keep Your Heart Broken – 3:55
10. Heart of Misery – 3:27
11. Don't Let Go – 4:51

### Limited Edition (ограничено издание)
Излиза на 12 септември 2005 от Playground Music
1. Shot – 4:18
2. Night after Night (Out of the Shadows) – 3:44
3. No Fear – 4:07
4. Lucifer's Angel – 4:01
5. Last Generation – 4:03
6. Dead Promises – 3:39
7. Immortal – 4:57
8. Sail Away – 3:49
9. Keep Your Heart Broken – 3:55
10. Heart of Misery – 3:27
11. Don't Let Go – 4:51
12. Dancer in the Dark – 3:28

### Версия за Великобритания
Излиза на 12 септември от Island Records
1. Shot – 4:18
2. Night after Night (Out of the Shadows) – 3:44
3. No Fear – 4:07
4. Lucifer's Angel – 4:01
5. Last Generation – 4:03
6. Dead Promises – 3:39
7. Immortal – 4:57
8. Sail Away – 3:49
9. Keep Your Heart Broken – 3:55
10. Heart of Misery – 3:27
11. Don't Let Go – 4:51
12. Open My Eyes – 3:48

### Версия за Япония
Излиза на 12 септември 2005 Island Records
1. Shot – 4:18
2. Night after Night (Out of the Shadows) – 3:44
3. No Fear – 4:07
4. Lucifer's Angel – 4:01
5. Last Generation – 4:03
6. Dead Promises – 3:39
7. Immortal – 4:57
8. Sail Away – 3:49
9. Keep Your Heart Broken – 3:55
10. Heart of Misery – 3:27
11. Don't Let Go – 4:51
12. Trigger – 3:21
13. No Fear (Chris Vrenna Remix) – 3:40

- Включено е и видео със заснемането на клипа към песента No Fear

### Версия за САЩ
Излиза на 10 октомври 2006 от DRT Entertainment
1. Shot – 4:18
2. Night after Night (Out of the Shadows) – 3:44
3. No Fear – 4:07
4. Lucifer's Angel – 4:01
5. Last Generation – 4:03
6. Dead Promises – 3:39
7. Immortal – 4:57
8. Sail Away – 3:49
9. Keep Your Heart Broken – 3:55
10. Heart of Misery – 3:27
11. Don't Let Go – 4:51
12. Dancer in the Dark – 3:28
13. Open My Eyes (Acoustic) – 3:21
14. Trigger – 3:21
15. No Fear (Chris Vrenna Remix) – 3:40
16. Sail Away (Benztown Mixdown) – 7:29
17. Lucifer's Angel (Акустична версия) – 3:47

- Включено е и видео към песента Immortal във формат MPEG

Издадено е и специално издание от турнета, издадено в Мексико, което съдържа 5 парчета на живо от концерта от 6 април 2006 в Мексико Сити.

## Сингли
- No Fear – 5 септември 2005
- Sail Away – 14 ноември 2005.
- Shot – 24 април 2006.

Всички сингли (с изключение на Shot) са в макси и класически вариант, като в макси синглите са включени повече песни от албума, както и софтуера The Rasmus Player, където има снимки, видеа и други.
Видео е направено за Immortal, но сингъл не е издаден.
Keep your heart broken също има издаден сингъл, който обаче е само радио сингъл.

## Видео
Клипа към No Fear представлява момиче, чиито чувства групата разбира и за които е песента. Момичето е обсебено от пеперуди и ги преследва в съня си. Докато сомнамбулства се разхожда из забързан град, качва се на покрива на сграда и пада през остъкления таван, където всъщност свири групата. Тя се озовава в градина с много пеперуди, в центъра на която е леглото ѝ.
В клипа на Sail Away идеята с пеперудите продължава, като в началото и в края се появяват няколко черни. През целия клип вокалистът Лаури Ильонен се разхожда по студен плаж, където подминава различни персонажи: мъж, който излиза от водата и носи празна клетка за птици; двойка, която се кара, жената пие хапчета, мъжът копае ров, приличащ на гроб; две момиченца обикалят около клада, на която има завързана кукла, с газови маски на главите; възрастен мъж, който прави снимки, друг, който стои сам. Лаури влиза в дървена колиба, където останалите членове на бандата свирят, в далечината се вижда наближаващата пясъчна буря. Тя нахлува в колибата и превръща всички в пясъчни фигури.
Видеото на Shot представлява бандата, която се намира в космоса. Грпата е на планета с няколко слънца и множество планини.
Видеото към Immortal е създадено от сниманите по време на турнета записи на басиста Ееро Хейнонен. Те пресъздават както записи на изпълнения на живо, така и други картини.

## Кредити
The Rasmus
- Лаури Ильонен – вокал
- Паули Рантасалми – китара
- Ееро Хейнонен – бас
- Аки Хакала – ударни

Допълнитени музиканти
- Apocalyptica – чело в „Dead Promises“
- Jesper Nordenström, Jakob Ruthberg, Anna S Wallgren, Roland Kress и Christian Bergqvist – струнни инструменти в „Lucifer's Angel“ и „Sail Away“